# Ghosts Again
«Ghosts Again» és el cinquanta-sisè senzill del grup anglès de música electrònica Depeche Mode, el primer extret de l'àlbum Memento Mori. La seva publicació es va produir el 9 de febrer de 2023. El cantant i compositor Richard Butler, de la banda The Psychedelic Furs, també apareix com a compositor de la cançó junt a Martin Gore.

## Producció
Va ser el primer senzill de la banda després de la mort del teclista Andy Fletcher el maig de 2022. Els membres restants de la banda consideren que és un balanç perfecte entre la melancolia i la joia, on el temes centrals són la fragilitat de la vida i la possibilitat d'una vida més enllà de la mort. Tanmateix es deixa anar la idea de poder-se reunir amb un altre en una altra forma, possiblement com un fantasma.
El videoclip va ser filmat a Nova York i dirigit per Anton Corbijn, col·laborador habitual de la banda en la realització de videoclips. Gore i Gahan recreen la partida d'escacs amb la Mort de la pel·lícula El setè segell (1958) d'Ingmar Bergman, però en una terrassa. Es va publicar el 9 de febrer de 2023.

## Llista de cançons
| 1.            | «Ghosts Again» | 3:58 |
| Durada total: | Durada total:  | 3:58 |

| 1.            | «Ghosts Again» (Massano Remix)                      | 6:42  |
| 2.            | «Ghosts Again» (Chris Liebing vs Luke Slater Remix) | 8:06  |
| 3.            | «Ghosts Again» (Miss Grit Remix)                    | 3:51  |
| 4.            | «Ghosts Again» (Rival Consoles Remix)               | 3:46  |
| 5.            | «Ghosts Again» (Matthew Herbert's Feelings Remix)   | 7:50  |
| 6.            | «Ghosts Again» (Davide Rossi Strings Remix)         | 4:00  |
| 7.            | «Ghosts Again» (Bergsonist's Shadow Mix)            | 4:08  |
| 8.            | «Ghosts Again» (Nik Colk Void Remix)                | 4:35  |
| Durada total: | Durada total:                                       | 42:58 |

| 1.            | «Ghosts Again» (Massano Remix)                      | 6:42  |
| 2.            | «Ghosts Again» (Chris Liebing vs Luke Slater Remix) | 8:06  |
| Durada total: | Durada total:                                       | 14:48 |